# Невизначене рівняння
Невизначене рівняння у математиці — це рівняння, що має безмежний набір розв'язків; наприклад, 2x = y — це просте невизначене рівняння. Невизначені рівняння не можуть бути прямо розв'язані з даної інформації. Наприклад, рівняння
{\displaystyle \ ax+by=c}
{\displaystyle \ x^{2}-Py^{2}=1}
де a, b, c і P — дані цілі числа, є невизначеними рівняннями. Друге рівняння є рівнянням Пелля, якщо дано, що P не є квадратом цілого числа.